# София Георгиева
София Георгиева е българска певица. Името ѝ се свързва с дебютния ѝ сингъл „Син талисман“ от 2001 г.

## Биография

### Детство и училищни години
София Георгиева е родена на 15 март 1978 г. в Перник, до 18-годишна живее и учи в родния си град.
Основното си образование завършва в руска гимназия, където животът я среща с учителката ѝ по музика, която регистрира музикалността на малката Софи и я записва в детската група на хор „Родна песен“.
След като завършва седми клас, София кандидатства в новооткритата музикална паралелка в IV гимназия в Перник със специалност класическо пеене в класа на вокалния педагог Галина Благоева. Именно там тя сформира първата си група, с която записват първата си авторска рок-балада в едно от най-добрите студия по това време, студио Фактор. Тийнейджърката получава подкрепата на родителите си и основно на майка ѝ, която по-късно става продуцент и на дебютния албум на София „Син талисман“. За жалост младите, но вече амбицирани музиканти не успяват да разпространят парчето извън локалните медии и песента не се радва на особена популярност.
Хоровото изкуство съпътства София до завършване на гимназията. След хор „Родна песен“, тя се включва към църковно-славянския хор „Елена Николае“.
В гимназията София получава основите на музикалното си образование, което по-късно продължава в НБУ в класа на Алис Бовариан, специалност поп и джаз пеене.
Музикалната среда, в която младата певица попада, променя живота ѝ. Приятелствата които създава в университета, както и в клубовете за жива музика, спомагат за изграждането ѝ като артист.

### Кариера
2001 г. е ключова за София. Тя се среща с композитора Момчил Колев, който написва за нея „Син талисман“. Ина Григорова пише текста. 
Песента достига 1-во място в класацията TOP 20, която не включва само българска музика. След безспорния успех на „Син талисман“, певицата концентрира вниманието на няколко музикални компании. Подписва договор с Polly Sound. През 2002 г. София получава признанието на Мело ТВ мания – музикална класация на БНТ, където печели награда за дебют и текст на годината. Същата година е номинирана за дебют и от телевизия MM.
През 2002 г. излиза вторият сингъл на София „Сянка“, на който София е съавтор на музиката и автор на текста. По песента „Сянка“ тя работи с младия и талантлив музикален продуцент Миро Гечев, с който се запознава в студиото на Polly Sound.
През 2004 г. албумът на София е завършен. Много от именитите музиканти и текстописци взимат участие в реализирането на проекта, който по-късно е кръстен на дебютната ѝ песен „Син талисман“. Първият албум на София излиза на пазара 2004 г. издаден от Avenue Music. Албумът е съпроводен от трети сингъл и той е „Изгубено Сърце“, ремикс на песента, която тя по-рано отказва да пусне. Видеото към ремикса заснема любимия на София режисьор, Валери Милев.
В клубовете София представя репертоара си заедно с Петър Главанов – китара и Димитър Димитров (Дънди) – ударни.
„Сестра на вятъра“ е песен, която София реализира 2006 г. Музиката и аранжиментът, както и текстът, са дело на Иван Иванов, вокалът на група Awake. Видеото към песента певицата заснема в опожарения пернишки театър „Боян Дановски“, с цел да алармира обществеността за нерешения проблем с възстановяването му. С този клип тя поставя началото на инициирана от нея кампания за набиране на средства, с цел ремонтиране на салона на театъра.
Плез 2007 г. се ражда песента „Кристална тишина“. Музиката отново е на Момчил Колев, текстът пише Александър Петров. Видеото към песента режисира Васил Русев (Чайката).
Социалните каузи и музиката се преплитат в живота на певицата. 2009 г. с песента си „Силна съм“ изпълнителката става лице на информационна кампания за аутизъм. И до днес тя е приятел на каузата. В края на същата година любовта отвежда София във Великобритания. Там тя остава пет години. Това я отдалечава от активния музикален живот в България.
През 2013 г. записва песен на Оги Цветков по текст на Яна Лазарова „Огледален образ“. Половината песен се реализира в лондонско студио, останалата част от аранжимента се случва в България. След завръщането си в България, София записва „Огледален образ“ в дует с Васил Петров.
Виктория Манчева поставя основите на изцяло нов проект, подчинен на българския фолклор, който двете певици наричат „Земела“.
Те записват осъвременена версия на шопската песен „Чичовите конье“. В този проект животът отново среща София с Миро Гечев, който по това време също е в Лондон. Именно той аранжира народната песен за „Земела“, Николай Барулов заснема видеото към песента. Изненадващо за ентусиазираните българи, версията им бива забелязана от световна музикална компания за етно музика – World Music Network.
През 2014 г. София взема решението да се завърне в България.
През 2015 г. ПП Глас народен я номинират за кмет на родния ѝ град Перник. Същата година певицата и общественичка печели трето място в първото издание на конкурс за нова българска песен „Лирата на Орфей“, провел се в Пловдив. Песента „Сбогуваме се бавно“ е по музика на Момчил Колев, а текста отново пише Александър Петров, оркестрацията е поверена на Юли Дамянов.

## Дискография

### Студийни албуми
- „Син талисман“ (2004)